# Tinnitus retraining therapy
Tinnitus retraining therapy (TRT) is een vorm van gewenningstherapie ontwikkeld om mensen te helpen die lijden aan tinnitus (oorsuizen).
TRT gebruikt counseling om de patiënt uit te leggen hoe een combinatie van tinnitus retraining en verrijking van omgevingsgeluid helpt om hun negatieve reactie tegen de tinnitus en hun gewaarwording ervan te verminderen en uiteindelijk zelfs te stoppen. Veelvuldig worden hiervoor geluidsgeneratoren gebruikt om een achtergrondgeluid te creëren. Deze therapie biedt hoop aan mensen die aan tinnitus lijden en bereid zijn om hun tijd te investeren om de therapie op zichzelf toe te passen.
Het idee dat er geen geneesmiddel bestaat tegen tinnitus is een fout concept binnen TRT. Als een patiënt zich succesvol heeft gewend aan de tinnitus met behulp van TRT keert de perceptie van tinnitus terug naar het niveau van voordat de perceptie problematisch werd.